# Districte de Bačka del Sud

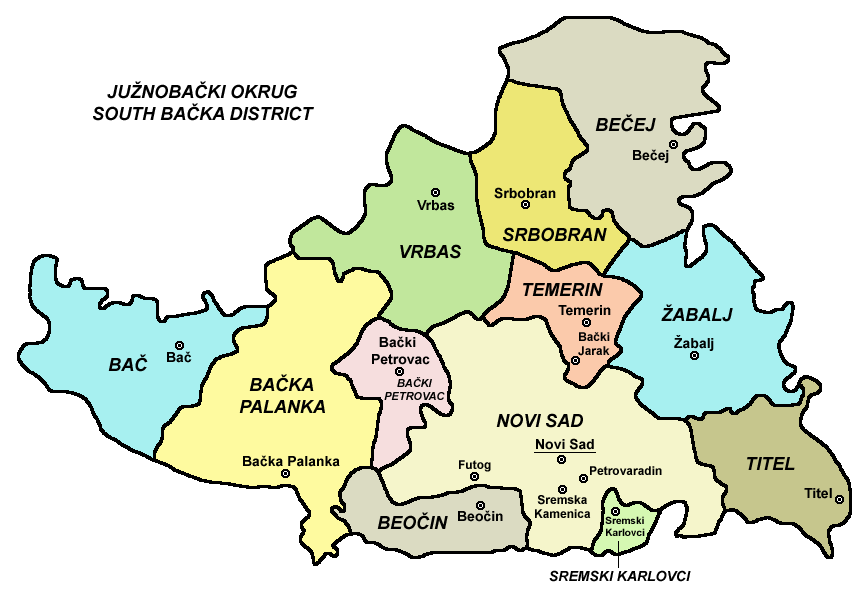
Mapa del districte

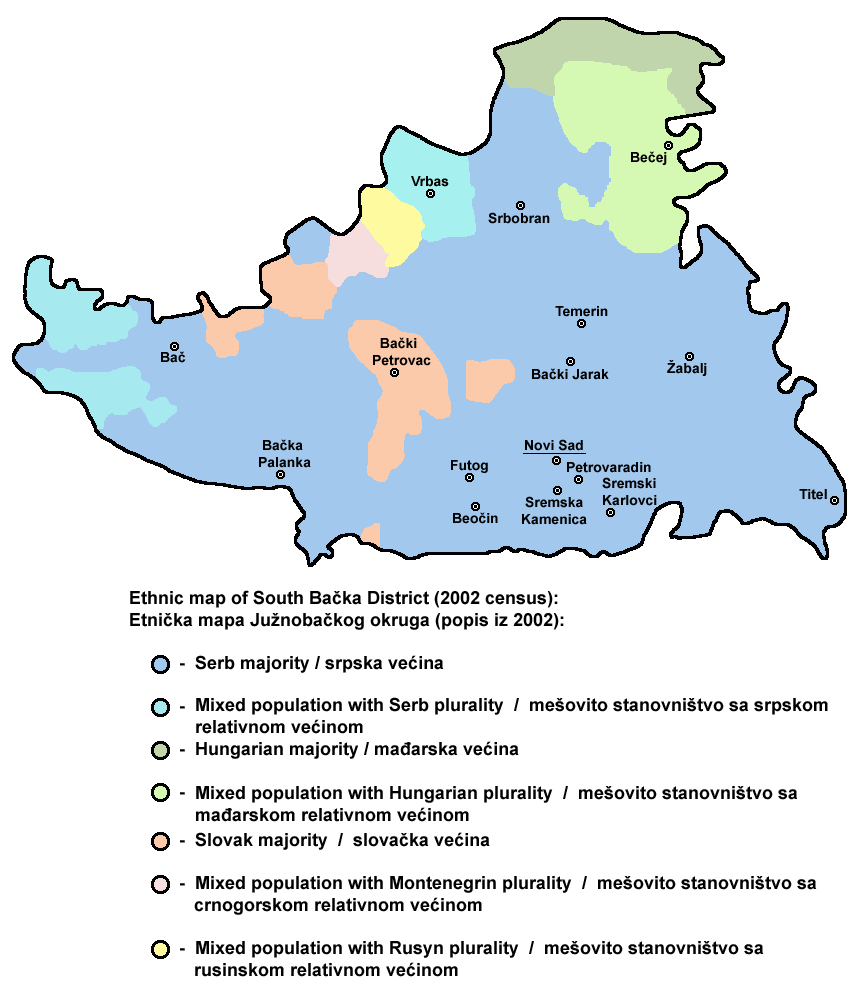
Mapa ètnic del districte (cens del 2002)

El Districte de Bačka del Sud (en serbi:Јужнобачки округ/Južnobački okrug) és un districte de Sèrbia situat al nord del país. Es troba majoritàriament a la regió geogràfica de Bačka, a la província autònoma de la Voivodina, tot i que el sud del districte forma part de la regió de Sírmia. Té una població de 615.371 habitants, i la seva seu administrativa es troba a Novi Sad, ciutat més gran i capital de la Voivodina.

## Nom
En serbi el districte es coneix com a Јужнобачки округ o Južnobački okrug, en croat com a Južnobački okrug, en hongarès com a Dél-bácskai körzet, en eslovac com a Juhobáčsky okres, en romanès com a Districtul Bacica de Sud, i en rutè com a Јужнобачки окрух.

## Municipis
El districte es divideix en 11 municipis i la ciutat de Novi Sad, que al seu torn es divideix en dos municipis urbans.
Els municipis són:
- Srbobran
- Bač
- Bečej (hongarès: Óbecse)
- Vrbas
- Bačka Palanka
- Bački Petrovac (eslovac: Báčsky Petrovec)
- Žabalj
- Titel
- Temerin
- Beočin
- Sremski Karlovci

La ciutat de Novi Sad es divideix en els municipis de: 
- Novi Sad
- Petrovaradin

## Grups ètnics
| Grup ètnic   | cens 2002 | cens 2002 | cens 2011 | cens 2011 |
| Grup ètnic   | Número    | %         | Número    | %         |
| ------------ | --------- | --------- | --------- | --------- |
| Serbis       | 409.988   | 69,06%    | 445.270   | 72,36%    |
| Hongaresos   | 55.128    | 9,29%     | 47.850    | 7,78%     |
| Eslovacs     | 27.640    | 4,66%     | 24.670    | 4,01%     |
| Montenegrins | 17.340    | 2,92%     | 11.378    | 1,85%     |
| Gitanos      | 6.053     | 1,02%     | 10.482    | 1,70%     |
| Croats       | 12.040    | 2,03%     | 10.022    | 1,63%     |
| Rutens       | 7.443     | 1,25%     | 6.974     | 1,13%     |
| Iugoslaus    | 15.959    | 2,69%     | 3.642     | 0,59%     |
| Total        | 593.666   |           | 615.371   |           |

Hi ha 9 àrees municipals amb majoria sèrbia: Novi Sad (79%), Sremski Karlovci (78%), Titel (87%), Žabalj (85%), Beočin (70%), Srbobran (66%), Bačka Palanka (79%), Temerin (68%) i Vrbas (55%).
1 municipi del districte té majoria eslovaca: Bački Petrovac o Báčsky Petrovec en eslovac (65%), i 2 tenen una població ètnicament mixta: Bač, amb majoria relativa sèrbia (47%) i Bečej o Óbecse en hongarès, amb majoria relativa hongaresa (46%).

## Història administrativa
Al segle IX l'àrea va ser governada pel duc búlgaro-eslau Salan. Del segle xi al XVI, durant l'administració del Regne d'Hongria, el territori formava part majoritàriament del Comtat de Bács, tot i que algunes petites àrees del nord formaven part del Comtat de Csongrád i el Comtat de Bodrog. El 1526-1527,l'àrea va ser administrada per un governador serbi independent, l'emperador Jovan Nenad, mentre que durant l'administració otomana (segles XVI-XVII) va formar part del Sanjak de Segedin.
Durant l'administració dels Habsburg (segle xviii), el territori es dividia en el Comtat de Batsch, el Comtat de Bodrog i la Frontera Militar. Els dos comtats es van unir en un sol comtat, el Comtat de Batsch-Bodrog al segle xviii. Des de l'abolició de la secció de Theiß-Marosch de la Frontera Militar l'any 1751, part d'aquest territori es va incloure també al comtat de Batsch-Bodrog. L'únic territori que va romandre dins la frontera militar va ser la regió de Šajkaška. Cap al 1850, l'àrea formava part del districte de Sombor i després de 1860, la zona es va tornar a incloure al comtat de Batsch-Bodrog. El 1873 la Frontera Militar a Šajkaška va ser abolida i va passar a formar part de Batsch-Bodrog.
Durant l'administració del Regne dels Serbis, Croats i Eslovens (1918-1941) l'àrea va formar part inicialment de comtat de Novi Sad (1918-1922). Entre 1922 i 1929 es va dividir entre l'Oblast de Bačka i l'Oblast de Belgrad, i entre 1929 i 1941 formà part de la Banovina del Danubi.
Durant l'ocupació germano-hongaresa (1941-1944), l'àrea va ser inclosa al Comtat de Bács-Bodrog. Des de 1944, el territori va formar part de la Voivodina Autònoma Iugoslava. El districte actual va ser definit el 29 de gener de 1992.